# آلتن
آلتن Aalten  هي بلدية بهولندا، بمقاطعة خيلدرلند.

## طوبوغرافيا
خريطة طوبوغرافية هولندية لبلدية آلتن، يونيو 2015، (تقرأ بعد ثلاث نقرات على الخريطة).

## معرض صور

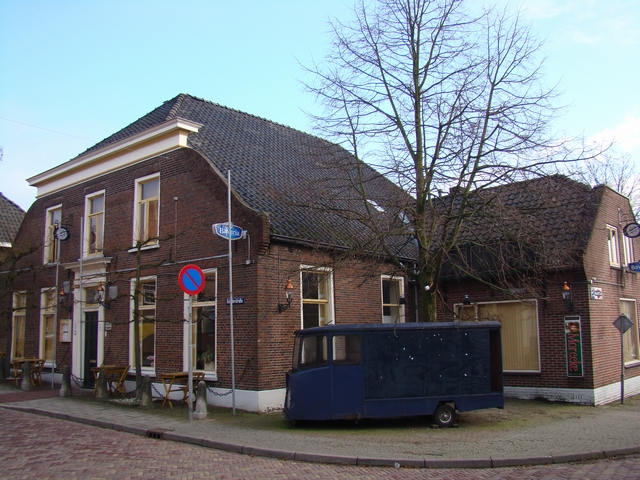
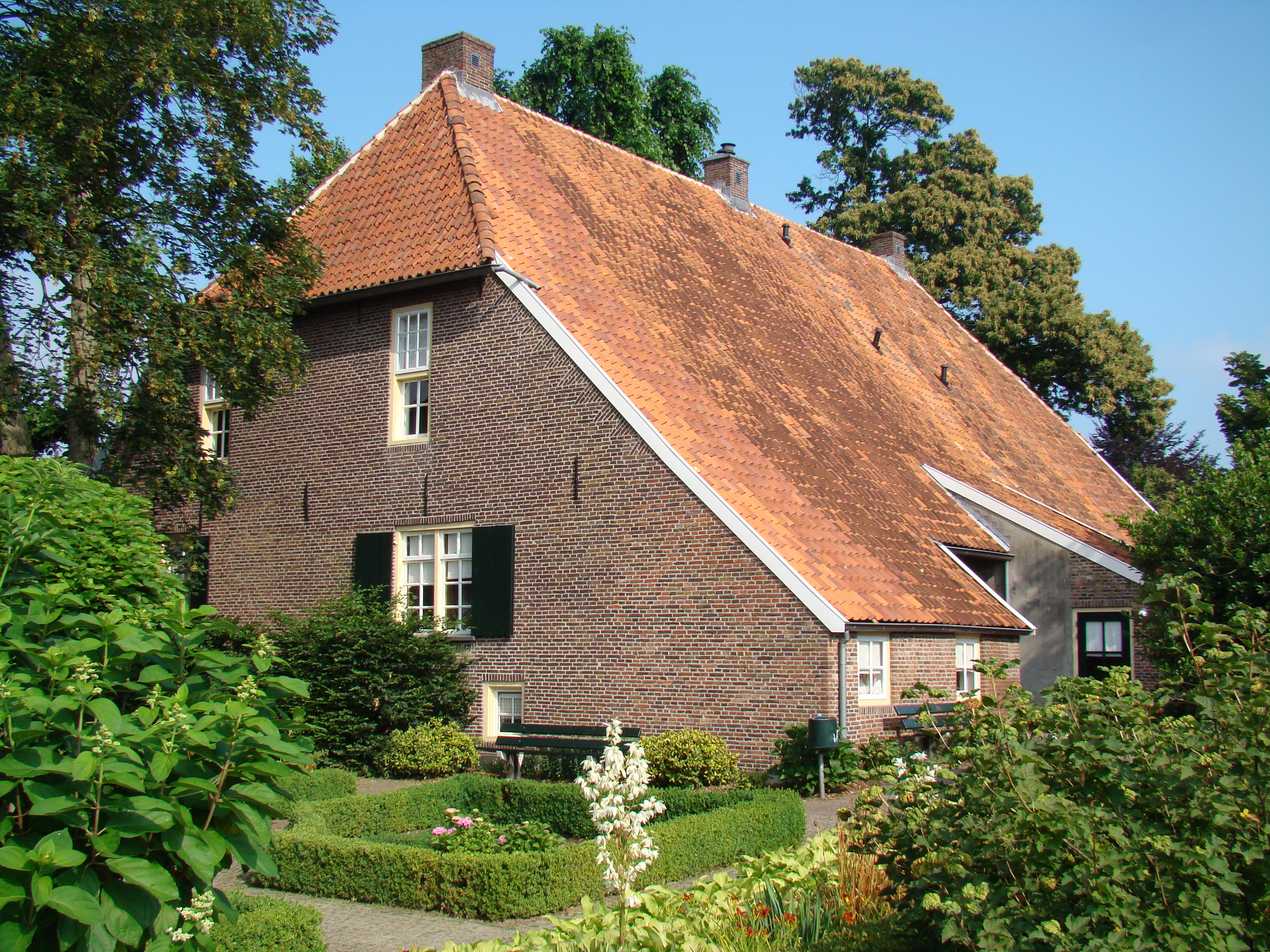
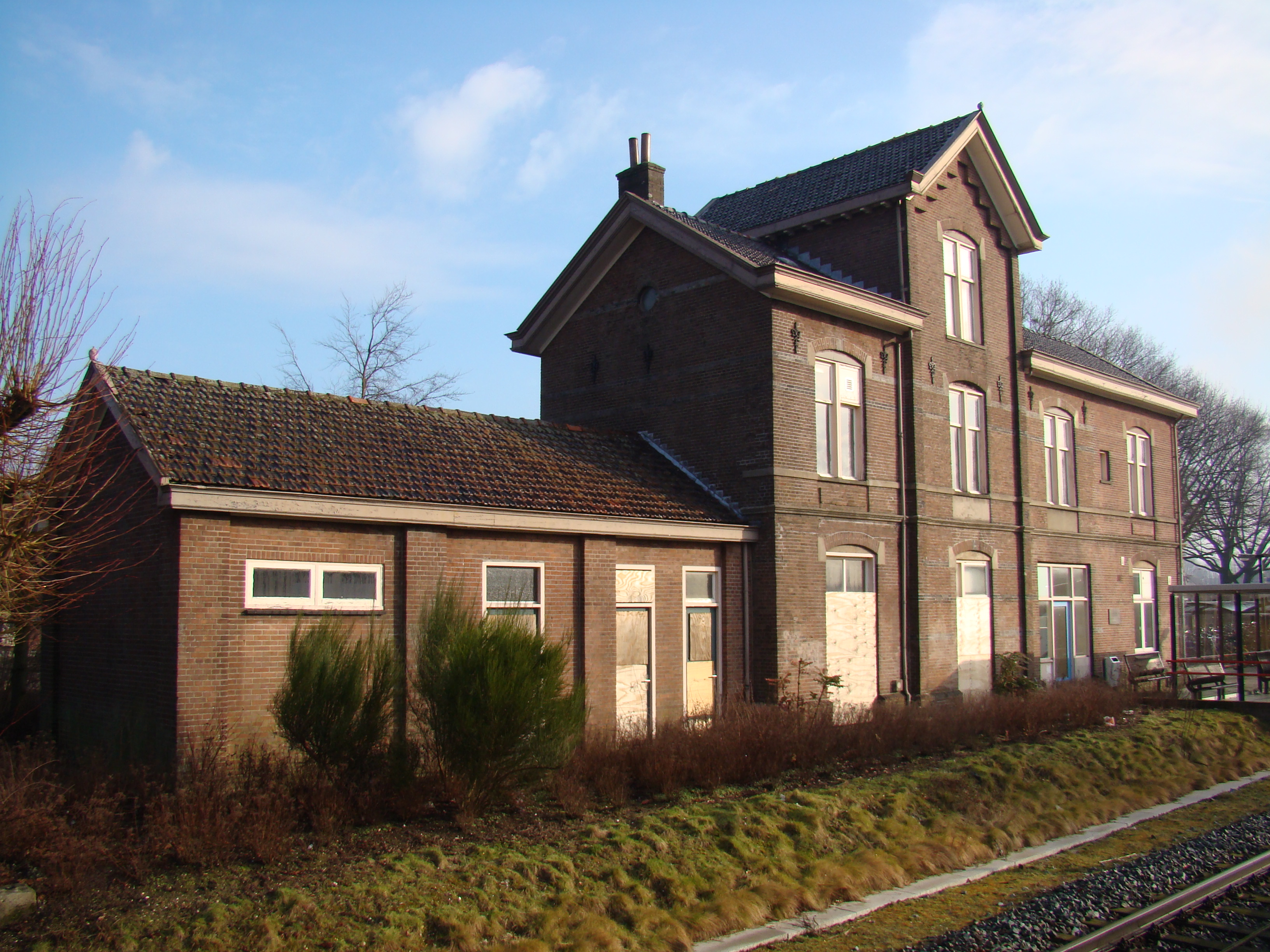
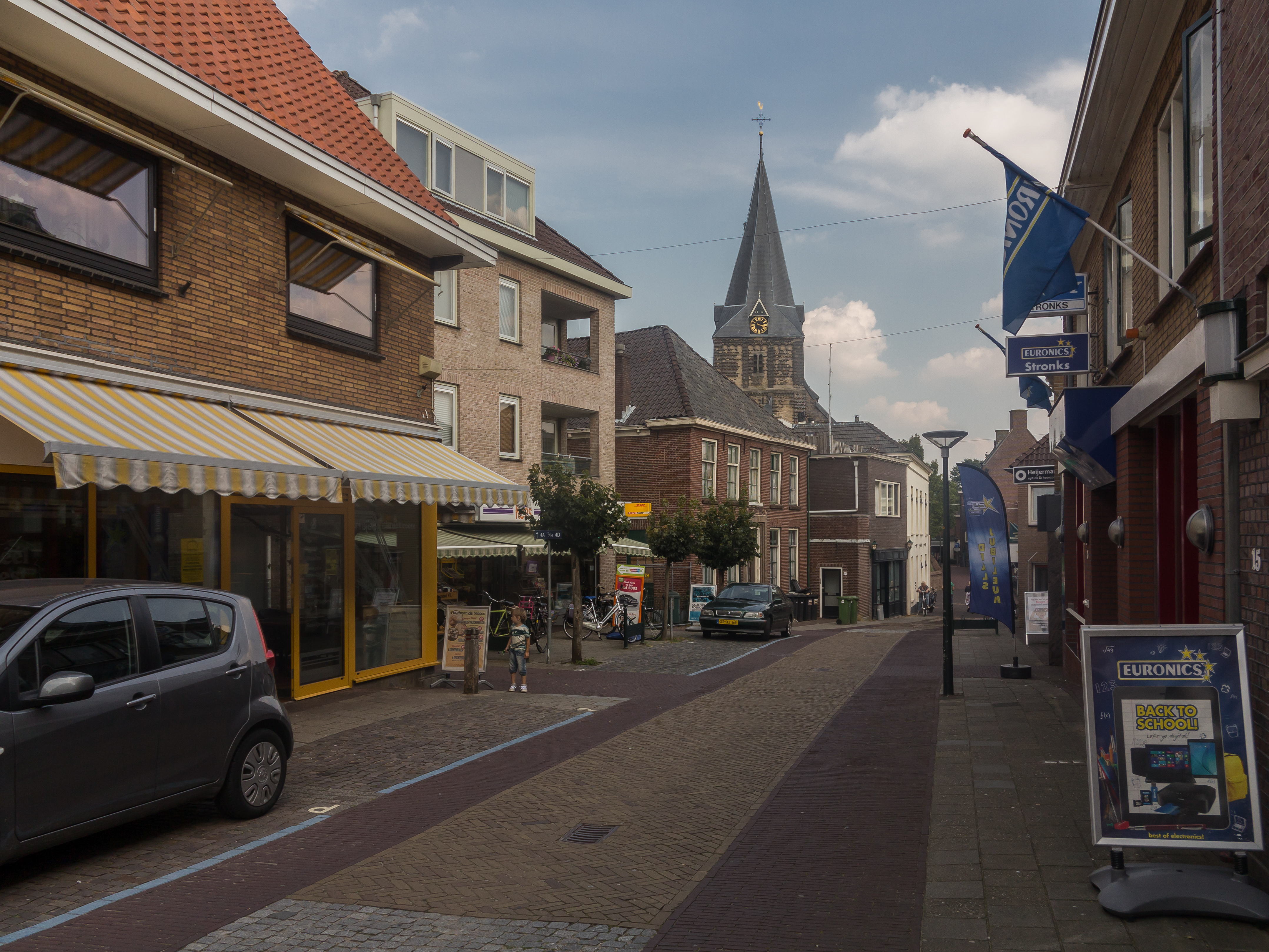

## توأمة
لآلتن اتفاقيات توأمة مع كل من:
- Szubin [الإنجليزية]‏
- Świdnik [الإنجليزية]‏
- نوينراده